# Burning Man

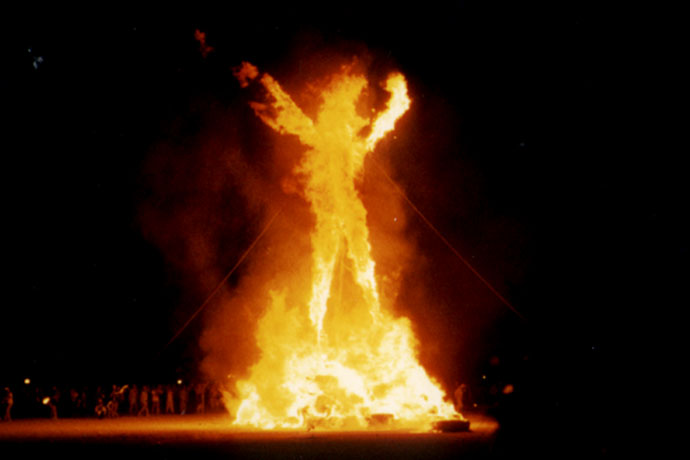
De Wicker Man wordt verbrand ter afsluiting van Burning Man

Burning Man is een evenement dat jaarlijks wordt gehouden in de Black Rock Desert in Nevada, Verenigde Staten. Het festival begint op de laatste maandag van augustus en eindigt op de eerste maandag van september, de Amerikaanse Dag van de Arbeid. Burning Man is vernoemd naar het feit dat het evenement altijd wordt afgesloten  met het verbranden van een Wicker Man. 
Burning Man wordt georganiseerd door Black Rock City, LLC. 

## Opzet

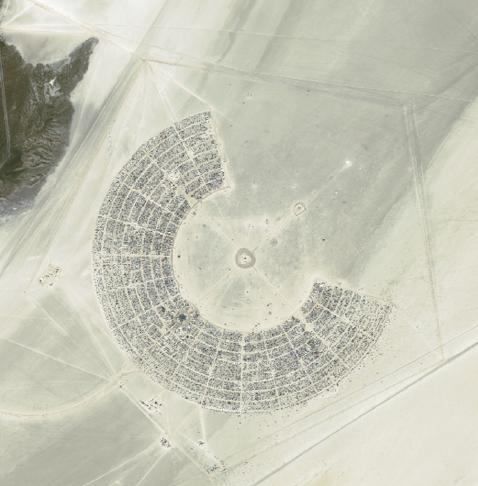
Satellietfoto van Black Rock City

Burning Man wordt door deelnemers omschreven als een experimentele samenleving, radicale zelfuiting en radicale zelfvoorziening. Burning Man focust zich niet op een bepaald onderwerp of gebeurtenis zoals muziek of kunst.  De achterliggende gedachte is dat men gedurende Burning Man tijdelijk een gemeenschap opbouwt waar iedereen die zich de toegangsprijs kan veroorloven welkom is, ongeacht ras of afkomst, en waar iedereen zichzelf kan uiten in waar hij of zij het beste in is. 
Deelnemers worden geacht zelfvoorzienend te zijn in hun behoeften zoals voedsel, water en een slaapplek. Mensen worden aangemoedigd een gemeenschap te vormen. Gifting, oftewel geven, is hier een onderdeel van. Let op dat geven iets anders is dan ruilen. Bij een ruil is altijd een tegenprestatie betrokken, terwijl bij geven juist centraal staat dat er géén tegenprestatie verlangd wordt. Geldtransacties worden vermeden, behalve bij enkele verkooppunten van koelijs (voor ijskoelers, geen consumptie-ijs dus) en de enige koffiebar op Burning Man, die in Center Camp staat. De stad die tijdens Burning Man ontstaat, staat bekend onder de naam Black Rock City. De stad heeft een karakteristieke C-vorm. De straten liggen radiaal evenwijdig aan elkaar en liggen in dezelfde, steeds groter wordende, C-vorm. Op de straten zijn de themakampen te vinden, elk met eigen thema. 
Burning Man kent maar een aantal verboden, waarvan de meeste betrekking hebben op commerciële uitingen, geweld, wapens, kampvuren, drugs en huisdieren. Mensen zijn vrij zichzelf te uiten. Dit kan bijvoorbeeld door het dragen van kleding (of juist geen kleding) die anders als ongepast zou worden aangemerkt. Tevens geldt het principe dat deelnemers altijd het terrein schoon houden. Drinkbekers, as van sigaretten, peuken, glitters, lekkende olie en broodkruimels worden allemaal opgevangen, ingepakt en meegenomen.
Burning Man is voor een zeer groot deel afhankelijk van de inzet van vrijwilligers.

## Geschiedenis
Burning Man begon in 1986 als een vreugdevuur ter viering van de zonnewende, georganiseerd door Larry Harvey, Jerry James en een paar vrienden. Zij verbrandden op Baker Beach in San Francisco een 2,7 meter hoge houten man. Anders dan vaak wordt gedacht kreeg Harvey dit idee niet van de film The Wicker Man. Het evenement sloeg aan en werd tot 1989 jaarlijks herhaald.
In 1990 kwamen Kevin Evans en John Law met een ander, soortgelijk evenement georganiseerd in de Black Rock Desert. Rond dezelfde tijd werd het verbranden van een Wicker Man op het strand van San Francisco verboden. Daarom werd besloten het verbranden van de Wicker Man te verplaatsen naar de woestijn. Dit trok een groot aantal toeschouwers. Michael Mikel, een van de bezoekers, realiseerde zich dat de meeste mensen die hier kwamen, niet bekend waren met het ruige terrein en de gevaren van de woestijn, en nam de taak op zich mensen te behoeden voor ongelukken. Hij richtte hiervoor de Black Rock Rangers op. Daarmee werd de basis gelegd voor Black Rock City en het huidige Burning Man. 
In 1991 werd het eerste legale Burning Man-evenement gehouden met toestemming van de BLM (Bureau of Land Management). Elk jaar groeide het aantal deelnemers en werd meer en meer de nadruk gelegd op het creëren van een tijdelijke gemeenschap rondom het verbranden van de Wicker Man. 
1997 betekende een keerpunt in de geschiedenis van Burning Man. Het evenement trok jaarlijks nu zoveel bezoekers, dat er gevaarlijke situaties begonnen te ontstaan. Om het evenement veiliger te maken werd allereerst het autoverkeer op het terrein aan banden gelegd. Bovendien werd het terrein verplaatst naar een stuk privéland dat toebehoorde aan de Fly Ranch. In de jaren erop kwamen er nog wat kleine regels en beperkingen bij om het evenement in goede banen te leiden, zonder daarbij te veel de vrijheid waar Burning Man om draait weg te nemen.
In 2016 heeft Burning Man de Fly Ranch aangekocht met behulp van giften van externe financiers. Het is de bedoeling hiervan een plaats te maken waar het hele jaar de Burning Man-cultuur kan worden beleefd. Op dit moment zijn er nog geen plannen om het jaarlijkse evenement in Black Rock City naar Fly Ranch te verplaatsen.
In 2017 liep een man de vlammen in bij de verbranding van de Wicker Man, waarna hij overleed.

## Nederland
In 2016 was Nederland het eerste land buiten de Verenigde Staten met een evenement dat officieel verbonden is aan Burning Man. Sinds 2016 wordt jaarlijks het zomer-evenement Where The Sheep Sleep georganiseerd. Het is geweest in Kootwijk, Apeldoorn en Zeewolde.

## Gebruik in populaire cultuur
- De 130e aflevering van de serie Malcolm in the Middle, eveneens Burning Man genaamd, speelt zich af op Burning Man.
- In de South Park-aflevering Coon vs. Coon & Friends wordt Burning Man vernietigd door Cthulhu in opdracht van Eric Cartman.
- In aflevering vijftien van het negende seizoen van The Office US wordt Burning Man genoemd.
- Aflevering 7 seizoen 26 van The Simpsons is een aflevering gebaseerd op het evenement Burning Man.
- De film The Girl from the Song speelt zich grotendeels af op het evenement Burning Man.